# Herrarnas distanslopp i skidskytte vid olympiska vinterspelen 2010
Herrarnas distans i skidskytte i de olympiska vinterspelen 2010 hölls vid Whistler Olympic Park i Whistler, British Columbia den 18 februari 2010. Guldmedaljen vanns av Emil Hegle Svendsen från Norge. Ole Einar Bjørndalen, Norge och Sergej Novikov, Vitryssland delade på silvermedaljen.